# 羅庫爾戰役
50°40′33″N 5°32′46″E / 50.67583°N 5.54611°E
羅庫爾戰役（德語：Schlacht bei Roucourt）發生於1746年10月11日列日采邑主教區的罗库尔（位於今日比利時境內），屬奧地利王位繼承戰爭。交戰的雙方分別是薩克森元帥率領的法軍，以及洛林的卡爾、利戈尼爾伯爵、瓦爾德克親王等人率領的國事遺詔聯軍。
這場戰役結束了1746年的戰事，雙方回到各自的冬季營地。儘管法軍在法蘭德斯地區取得一連串勝利，卻在此時為戰爭財務掙扎，被迫於1746年8月與英國召開布雷達會議，以進行兩造和平協議。另一方面，雖然羅庫爾戰役確保法國控有奧屬尼德蘭地區，但薩克森元帥還是未能取得終戰的決定性勝利。

## 背景
當奧地利王位繼承戰爭於1740年爆發之時，英國仍深陷對西作戰的詹金斯的耳朵戰爭當中，這場戰爭在1739－1742年間的主要戰場在加勒比海。起初，英軍與荷軍是以漢諾威軍的名義作戰，直到法國於1744年3月正式對英宣戰，而荷蘭共和國則維持名義上的中立至1747年。
法軍於1745年4月的豐特努瓦戰役取勝後，接連攻佔奧斯滕德、根特及尼烏波特等關鍵港口，而1745年詹姆士黨叛亂的爆發也迫使英國將部隊轉移回蘇格蘭地區。1746年的首月，法軍又攻佔魯汶、布魯塞爾及安特衛普等地；托這連串勝利，法國外長阿尔让松侯爵向英國遞交了和平提議。
儘管在法蘭德斯不斷取勝，法軍仍未能尋得一場決定性勝利，而英軍依然期望能奪回失地。英軍於4月鎮壓詹姆士黨叛亂後，利戈尼爾伯爵自蘇格蘭歸來，並接管了漢諾威軍與英軍。到了此時，英國盟友只能靠她的資助才能繼續參戰；奧地利首重的目標則是從普魯士手中奪回西里西亞，並守住1713年獲得的奧屬尼德蘭，當時乃英荷雙方都不願對方控制當地而轉交奧國。荷蘭也期盼和平，因為計列的戰鬥嚴重影響貿易活動，而這些因素在1746年的戰事中扮演重要腳色。

## 戰役過程
奧屬尼德蘭又稱法蘭德斯，係160公里寬的地區，其最高點的海拔僅100公尺高，當中有許多運河與河流。直至19世紀，商用與軍用貨物很大程度都依靠水路運輸，因此當地的爭奪重點通常是利斯河、桑布爾河和默茲河等河流控制權。1746年2月至7月間，法軍接連攻克布魯塞爾、安特衛普、魯汶及蒙斯等地，接著將矛頭指向默茲河沿岸城鎮，首個目標便是沙勒羅瓦（參見地圖所示）。
7月中，國事遺詔聯軍為保衛那慕爾而備戰，留下孔蒂親王駐防沙勒羅瓦，但他們遭薩克森元帥切斷補給線，被迫撤退。那慕爾於9月底淪陷，聯軍將防衛目標轉為下一個默茲河沿岸城鎮列日。
聯軍以列日左方的郊區為依託，其防線從羅庫爾延伸至耶克河；其中左翼為瓦爾德克親王率領的荷軍，英德聯軍位於中路，而奧軍則在右翼。10月10日傍晚六點左右，法軍與奧軍前哨部隊發生交火，隨後停下過夜，並在列日城外紮營。洛林的卡爾得知敵軍遠遠超過自身，於是下令補給火車橫過默茲河以利有序撤退，而利戈尼爾伯爵則加強羅庫爾、瓦魯（Varoux）、列爾斯（Liers）等村莊的防禦工事。薩克森元帥決定攻擊聯軍聯軍左翼與中路，只留下少量監視部隊掩護面對奧軍的那側，該側有一連串溝渠與溝壑作保護。
整夜暴雨後是蔓延的濃霧，法軍因而推遲攻勢，直至早晨十點天氣晴朗後，他們的炮兵才開始向英軍與荷軍陣地開火。與此同時，兩個縱隊在克莱蒙-托内尔公爵與勒文達爾伯爵的率領下準備發起正面進攻。列日當局開門出降後，第三縱隊在孔塔德侯爵的指揮下進入城內，並側翼迂迴瓦爾德克親王的荷軍，迫使後者必須重整部隊以面對此一威脅。法軍為了完成這些部署行動，將主要攻勢延至下午三點，隨後遭受荷軍激烈抵抗，特別是在安斯村（Ance），荷軍更是鏖戰兩個多小時後才敗陣下來。 荷軍騎兵發起反攻，最終讓他們步兵得以有序撤回。

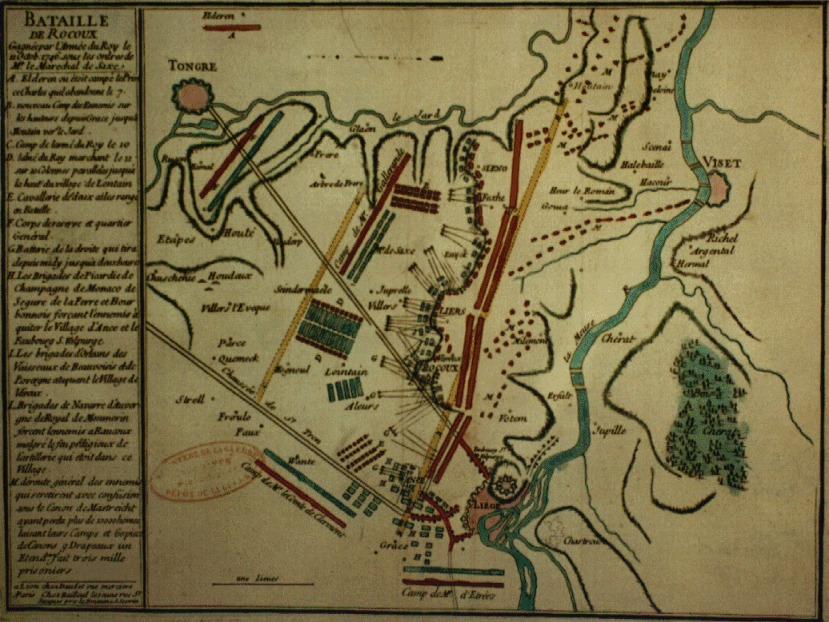
羅庫爾戰役

法軍第二波攻勢是針對中路的英德聯軍，後者在重新集結前就被逐出先前在羅庫爾與韋爾庫（Vercoux）所構築的陣地。雖然路德維希·馮·察斯特羅守住了列爾斯，但荷、英、德軍的步兵已在未直接參戰的奧軍掩護下，沿著默茲河撤走。英王喬治二世隨後批評洛林的卡爾，因為據稱他未能支援英軍與荷軍，但利戈尼爾伯爵說洛林的卡爾是按聯軍領導層前晚商定的計劃行事。薩克森元帥認為應繼續進攻時為時已晚，聯軍在幾乎沒有騷擾下撤走。英、德、荷軍透過默茲河上三座浮橋橫渡，而奧軍則橫渡耶克河，向馬斯垂克的方向退去。

## 後續發展
儘管羅庫爾一役讓法軍奪取列日，並打開進攻荷蘭共和國之門，但法軍又再次未能取得決定性勝利。1746年8月，法國派出皮雪侯爵為首的外交使節團與英國在布雷達展開兩造和平協商會議。和會進展緩慢，因為英方使節三明治勛爵接到的指示是盡量拖延，期望能拖到他們在法蘭德斯的情況有所改善。1747年1月的海牙會議中，英國同意援助義大利的奧軍與薩軍，而原先在法蘭德斯的14萬名聯軍，則增加到1748年的19.2萬人。
然而，到了1746年底，奧軍已將西班牙波旁軍逐出北義，而法西兩國都無力繼續作戰。除去北義的威脅後，奧王瑪麗亞·特蕾莎希望和平重組行政體系，而且據稱她將英國的援助用在維也納的基礎建設專案上。由於期望重奪法蘭德斯的領土，新堡公爵說服盟友再進行另一次嘗試，但1747年7月於勞菲爾德的敗北終結了這次嘗試。

## 註解
1. ↑  主要是漢諾威與黑森的部隊
2. ↑  以下內容來自一名荷軍軍官信件的摘要，與列日附近的軍事行動有關：「我們昨日和法軍的交火始於傍晚。敵軍用他們的蒙面炮台向我們開火，除此之外，那也是我見過中最糟糕的，看起來好像地獄張開嘴要把我們給吞沒了。由於我是後衛部隊在整個軍隊的最後方，因此我奇蹟地從戰場上撤走了。隨著脫隊者的歸來，我們希望能減少據傳失蹤者的人數。」
3. ↑  格拉罕（後來的第11）步兵團（英语：Devonshire Regiment）一名循道教士兵寫道：「我們行軍了一英里進入小公園與果園，並與主力軍間隔一個村莊。我們在此停留約三小時，而敵軍右翼與荷軍交戰，加農砲此時正到處開火。但是我們都被上帝賦予了力量和勇氣，因此我們對死亡的恐懼從身上消失了。而當法軍向我們襲來並壓制我們時，我們對團放棄的態度感冒，於是我們繼續堅守並召集其餘部隊停下來面對敵軍，然而卻沒有意義。撤退時我們支離破碎，儘管我們撤了一英里遠，我們還是集結了兩次並向敵軍再次開火。我們行軍了大半夜，直至隔天凌晨四點來到了這個營地。」

## 註腳
1. 1 2 3 4  Battle of Rocoux.
2. 1 2  Castex 2012，第215頁.
3. ↑  Castex 2012，第219頁.
4. ↑  R. McNally, Marshal of France: The Life and Times of Maurice de Saxe, p. 192.
5. 1 2  De Périni 1896，第327頁.
6. ↑  Lambotte 2000，第49頁.
7. ↑  Scott 2015，第48–50頁.
8. ↑  Lindsay 1957，第210頁.
9. ↑  Wood 2004.
10. ↑  Scott 2015，第58–60頁.
11. ↑  Childs 1991，第32–33頁.
12. ↑  Hochedlinger 2003，第259頁.
13. ↑  Smollett 1796，第193頁.
14. ↑  De Périni 1896，第322頁.
15. ↑  De Périni 1896，第322–323頁.
16. ↑  Gentleman's Magazine Vol. XVI, 1746, page 542
17. ↑  British Journals: Letters on the Battle of Rocoux, 1746.
18. ↑  Rodger 1993，第42頁.
19. ↑  Hochedlinger 2003，第260頁.
20. ↑  Scott 2015，第61頁.
21. ↑  Scott 2015，第62頁.